# طراد الفئة دويتشلاند
فئة دويتشلاند كانت سلسلة من ثلاث سفن بانزرشيف (سفن مصفحة)، وهي نوع من الطرادات المدججة بالسلاح، التي بناه الرايخ مارين وفقًا للقيود التي تفرضها معاهدة فرساي. سفن الفئة هي: دويتشلاند والاميرال شير والاميرال جراف شبي حيث كان إزاحتها جميعها 10,000 طن كبير (10,000 t) وفقًا للمعاهدة، رغم أنها ازاحة فعليًا 10,600 إلى 12,340 طن كبير (10,770 إلى 12,540 t). على الرغم من انتهاك حد الوزن الذي حددته فرساي، إلا أن تصميم السفن ضم العديد من الابتكارات الجذرية لتوفير الوزن. كانت أول سفن حربية كبرى تستخدم اللحام ومحرك ديزل. بسبب تسليحهم الثقيل بستة مدافع من عيار 28 سنتيمتر (11 بوصة) ووزنهم الأخف، بدأ البريطانيون في الإشارة إلى هذه السفن باسم «البوارج الجيبية». صنفت سفن الفئة دويتشلاند في البداية كسفن بانزرشيف لكن صنفتهمكريغسمرينه كطرادات ثقيلة في فبراير 1940.
تم بناء السفن الثلاث بين عامي 1929 و1936 من قبل دويتشه ويرك في كييل وكريكسمارينفيفت في فيلهلمسهافن. عملت جميع السفن الثلاث في دوريات عدم التدخل خلال الحرب الأهلية الإسبانية. أثناء قيامه بدورية، تعرض دويتشلاند لهجوم من قبل القوات الجوية الاسبانية الجمهورية، وردا على ذلك، قصف الأدميرال شير ميناء ألمرية. في عام 1937، مثل الأدميرال جراف شبي ألمانيا في حفل تتويج لملك بريطانيا جورج السادس. بالنسبة لبقية حياتهم المهنية في وقت السلم، أجرت السفن سلسلة من المناورات في المحيط الأطلسي وزارت العديد من الموانئ الأجنبية في جولات ودية.
قبل اندلاع الحرب العالمية الثانية، تم نشر دويتشلاند والأدميرال جراف شبي في المحيط الأطلسي لوضعهما في مواقع لمهاجمة حركة التجار للحلفاء بمجرد إعلان الحرب. بقي الأدميرال شير في الميناء للصيانة الدورية. لم تكن دويتشلاند ناجحة بشكل خاص في طلعاتها، حيث غرقت أو استولت على ثلاث سفن. ثم عادت إلى ألمانيا حيث تم تغيير اسمها إلى لوتزو. أغرقت الأدميرال غراف شبي تسع سفن في جنوب المحيط الأطلسي قبل أن تواجهها ثلاثة طرادات بريطانيية في معركة ريفر بلايت. على الرغم من أنها أصابت السفن البريطانية بدمار كبير، إلا أنها تعرضت لضرر وكانت محركاتها في حالة سيئة. وبوصول تقارير كاذبة لطاقم السفينة عن التعزيزات البريطانية، أقنعت حالة السفينة قائدها هانز لانجسدورف بتخريب السفينة خارج مونتيفيديو.
تم نشر لوتزو والأدميرال شير في النرويج عام 1942 للانضمام إلى الهجمات على قوافل الحلفاء في الاتحاد السوفيتي. قام الأدميرال شير بعملية Wunderland في أغسطس 1942، وهي طلعة في بحر كارا لمهاجمة السفن التجارية السوفيتية، على الرغم من أنها انتهت دون نجاح كبير. شاركت لوتزو في معركة بحر بارنتس في ديسمبر 1942، وهي محاولة فاشلة لتدمير قافلة. تعرضت السفينتان لأضرار أثناء نشرهما في النرويج وعادتا في النهاية إلى ألمانيا لإجراء إصلاحات. أنهوا حياتهم المهنية بقصف القوات السوفيتية المتقدمة على الجبهة الشرقية؛ تم تدمير السفينتين من قبل القاذفات البريطانية في الأسابيع الأخيرة من الحرب. تم رفع لوتزو وغرقت كهدف لتدريب من قبل البحرية السوفيتية وتم تفكيك الأدميرال شير جزئياً في الموقع، مع دفن ما تبقى من الهيكل تحت الأنقاض.

### دويتشلاند

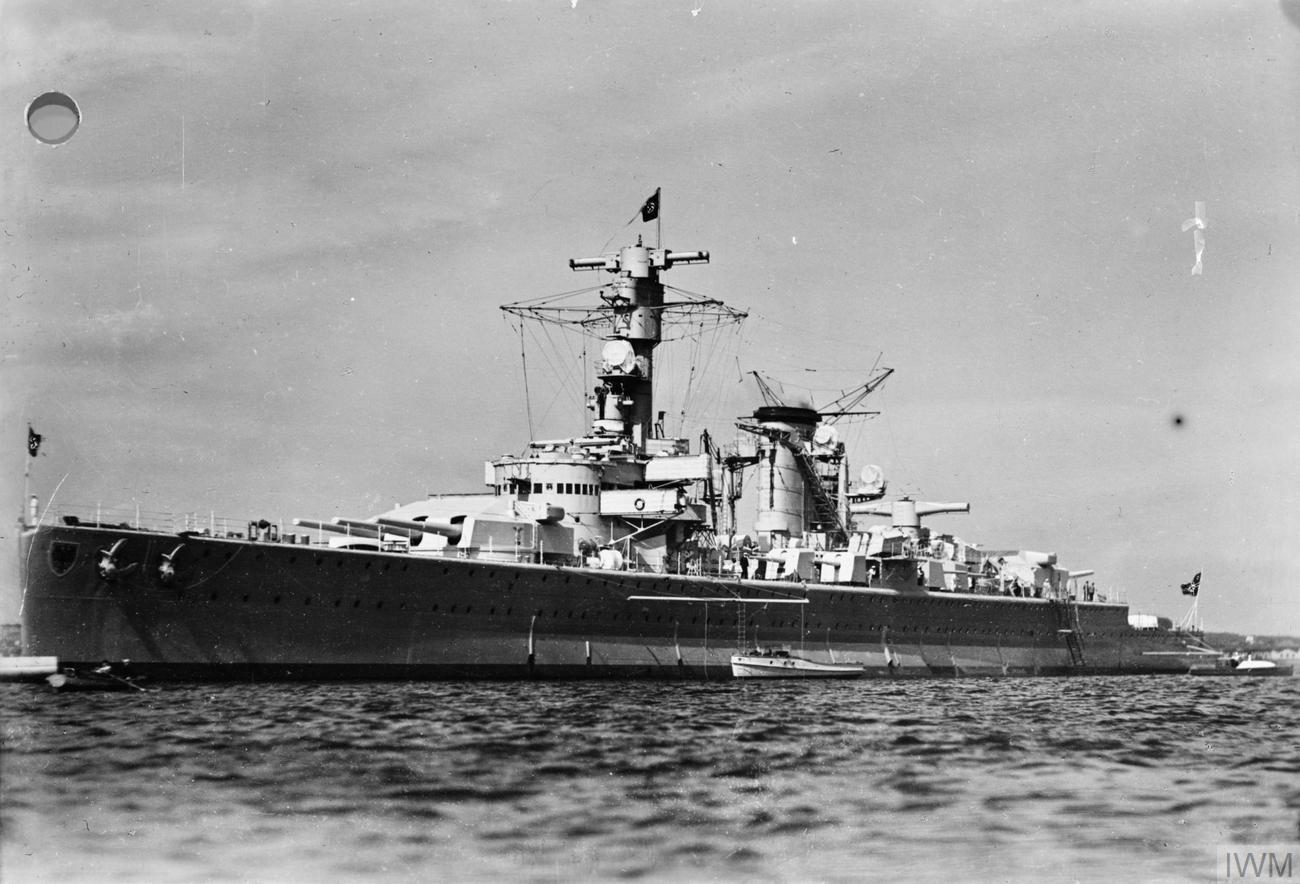
دويتشلاند في عام 1936

### الأدميرال شير

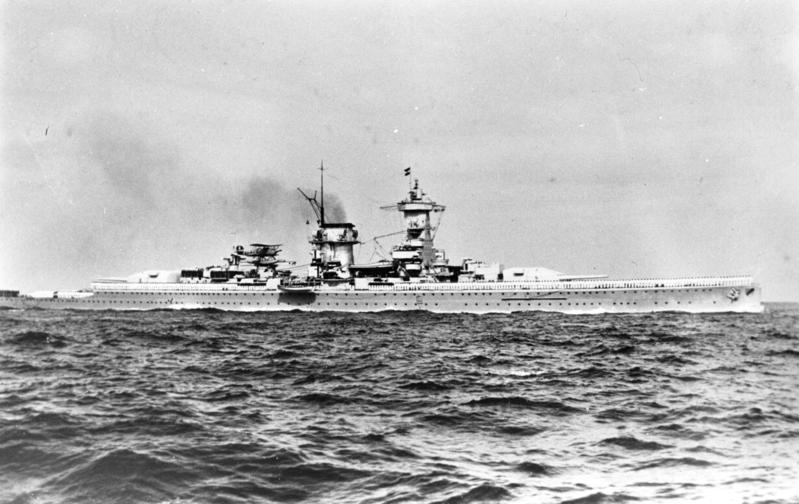
الأدميرال شير في عام 1934

### الاميرال جراف شبي

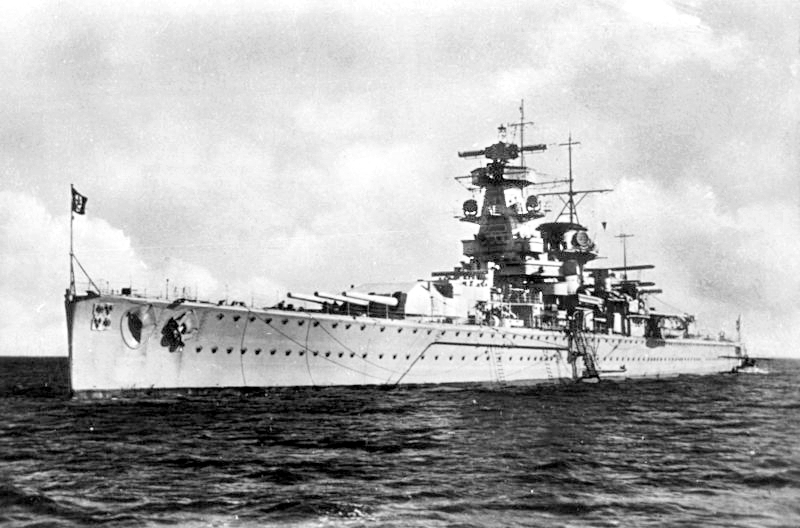
الأدميرال جراف شبي في عام 1936

## سفن في الفئة
| سفينة             | السمي                      | باني                        | المنصوص عليها | أطلقت         | مفوض           | مصير                                        |
| ----------------- | -------------------------- | --------------------------- | ------------- | ------------- | -------------- | ------------------------------------------- |
| دويتشلاند         | ألمانيا                    | دويتشه ويرك في كيل          | 5 فبراير 1929 | 19 مايو 1931  | 1 أبريل 1933   | أغرقت في اختبارات الأسلحة، يوليو 1947       |
| الأدميرال شير     | الأدميرال راينهارد شير     | كريكسمارينفيفت وفيلهلمسهافن | 25 يونيو 1931 | 1 أبريل 1933  | 12 نوفمبر 1934 | أغرقت بعد الغارة الجوية، 9 أبريل 1945       |
| الاميرال جراف شبي | اللواء ماكسيمليان فون شبيه | كريكسمارينفيفت وفيلهلمسهافن | 1 أكتوبر 1932 | 30 يونيو 1934 | 6 يناير 1936   | أغرقتبعد امعركة نهر لابلاتا، 17 ديسمبر 1939 |

## الحواشي
ملاحظات
1. Figures are for Deutschland as built; characteristics varied between the ships and over the course of their careers.
2. For example, the Reichsmarine wanted to equip the طراد فئة كونيغسبرغ with 19 سـم (7.5 بوصة) guns, instead of the 15 سـم (5.9 بوصة) guns mounted on الطراد الألماني إمدن; the NIACC prohibited the larger caliber. See O'Brien، صفحات 112–113.

اقتباسات
1. ↑  Renamed as Lützow, 15 February 1940